# Dramat ekspresjonistyczny
Dramat ekspresjonistyczny – odmiana dramatu ukształtowana na początku XX wieku w twórczości Franka Wedekinda (Puszka Pandory) i Augusta Strindberga (Taniec śmierci), rozpowszechniona głównie w Niemczech. Rezygnuje z prezentacji realiów obyczajowych na rzecz monumentalizacji, nie licząc się z przyjętymi zasadami teatralnymi sięga po silne środki wyrazu. Łączy elementy symboliczne i publicystyczne. W literaturze polskiej uprawiany przez Tadeusza Micińskiego (Kniaź Potiomkin) i Karola Huberta Rostworowskiego (Miłosierdzie), współcześnie nawiązuje do niego również Tadeusz Różewicz.